# Eugène Ekéké
Eugène Ekéké (Douala, 30 maggio 1960) è un ex calciatore camerunese.

## Carriera
Giocò nel RC Paris tra il 1982 e il 1986 e successivamente nel Beveren (Belgio), nello Stade Quimpérois (Francia), nel Valenciennes (Francia) e nel Maubeuge (Francia), dove concluse la carriera.
In Nazionale ha disputato i Mondiali del 1990 e la Coppa d'Africa del 1988 (vinta) e del 1992 e le Olimpiadi del 1984.

## Palmarès

### Nazionale
- Coppa d'Africa: 1

1988